# Rhododendron hypoglaucum
Rhododendron hypoglaucum är en ljungväxtart som beskrevs av William Botting Hemsley. Rhododendron hypoglaucum ingår i släktet rododendron, och familjen ljungväxter. Inga underarter finns listade i Catalogue of Life.

## Bildgalleri

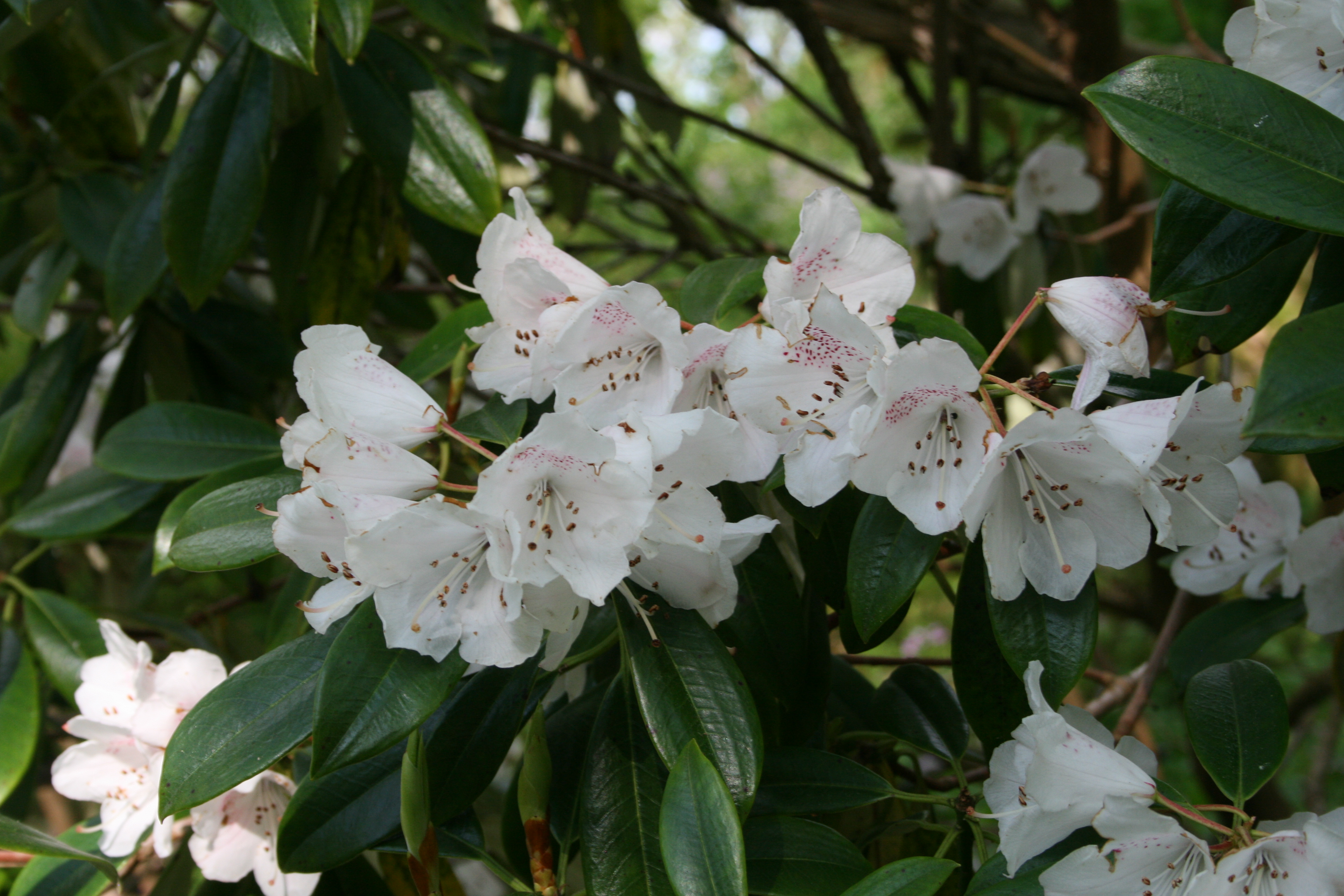
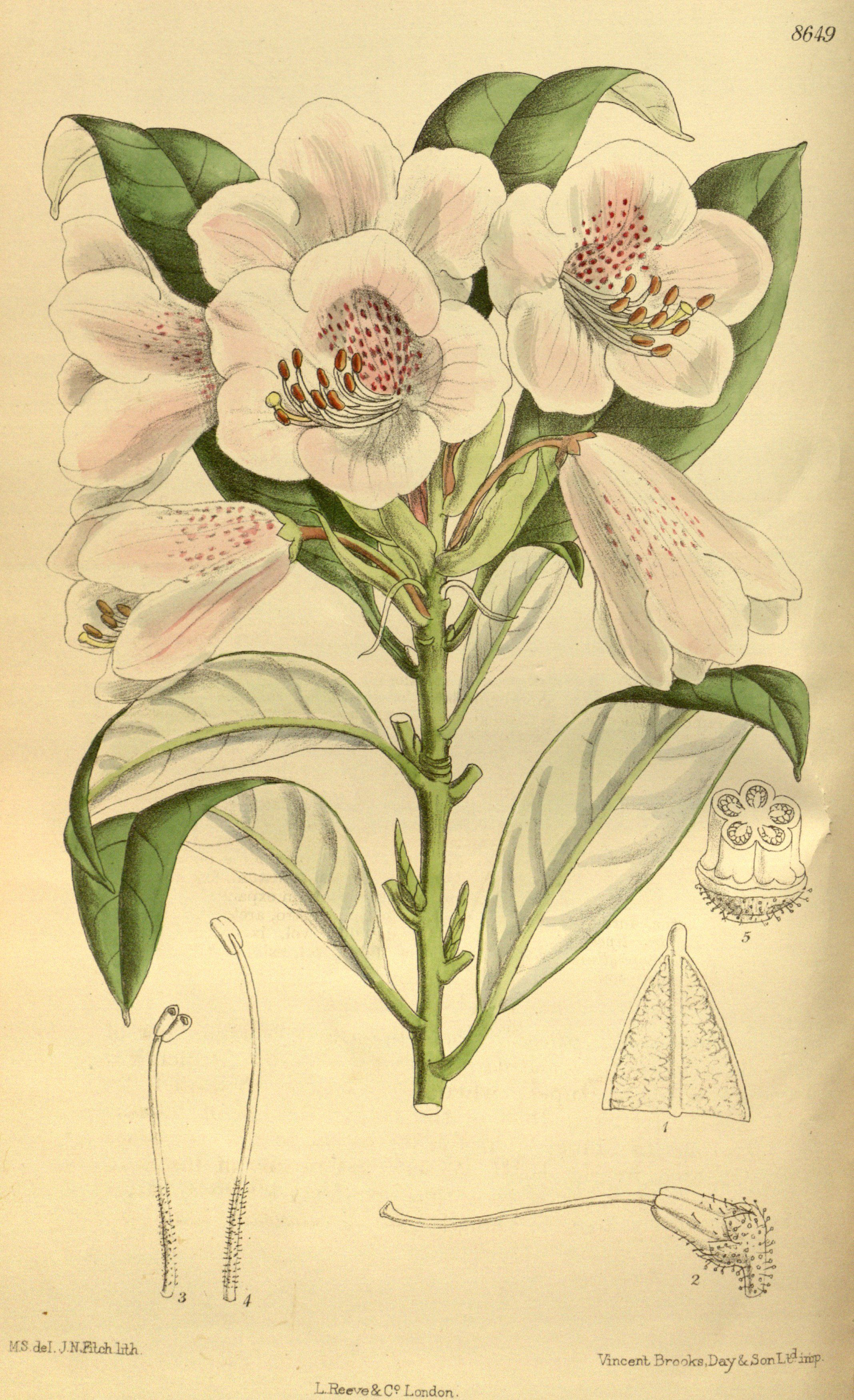